# Хосе Пекерман
Хосе́ Пе́керман (ісп. José Pekerman, нар. 3 вересня 1949, Вілья-Домінгес) — аргентинський футболіст, що грав на позиції півзахисника. По завершенні ігрової кар'єри — тренер. З 2021 очолює тренерський штаб збірної Венесуели.
Виступав за клуби «Аргентинос Хуніорс» та «Атлетіко Насьйональ», тренував збірну Аргентини, а також мексиканські клуби «Толука» та «УАНЛ Тигрес».

## Ігрова кар'єра
Народився 3 вересня 1949 року в місті Вілья-Домінгес в єврейській родині іммігрантів з України. Коли Хосе було 12 років, його сім'я перебралася в столицю Буенос-Айрес, де Пекерман пройшов футбольну школу місцевого клубу «Аргентинос Хуніорс». Дорослу футбольну кар'єру розпочав 1970 року в основній команді того ж клубу, в якій провів п'ять сезонів, взявши участь у 134 матчах чемпіонату. Більшість часу, проведеного у складі «Аргентинос Хуніорс», був основним гравцем команди.

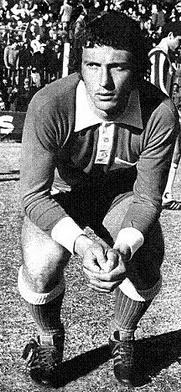
Хосе Пекерман під час виступів за «Аргентинос Хуніорс». 1968 рік

1974 року перейшов до колумбійського клубу «Атлетіко Насьйональ», за який відіграв чотири сезони. Граючи у складі «Атлетіко Насьйональ» також здебільшого виходив на поле в основному складі команди і 1976 року допоміг своїй команді виграти чемпіонат Колумбії.
Завершив професійну кар'єру у 28 років через травму коліна у 1977 році.

## Кар'єра тренера
Розпочав тренерську кар'єру, повернувшись до футболу після невеликої перерви, 1981 року як тренер молодіжної команди клубу «Чакаріта Хуніорс». Після цього був тренером молодіжних команд у рідному «Аргентинос Хуніорс» та чилійському «Коло-Коло».
Першим повноцінним місцем роботи для Пекермана стала молодіжна збірна Аргентини, яку Хосе очолив 1994 року і за вісім років тричі виграв молодіжний чемпіонат світу (у 1995, 1997 та 2001 роках) та двічі молодіжний чемпіонат Південної Америки (у 1997 та 1999 роках).
З 2002 року Пекерман був координатором збірної Аргентини на чемпіонаті світу 2002 року. Після того як у відставку подав тренер Марсело Б'єлса, Пекерман був призначений новим головним тренером збірної Аргентини. Під керівництвом Пекермана збірна Аргентини зайняла друге місце на Кубку Конфедерацій 2005 року, а потім завоювала путівку на чемпіонат світу 2006 року в Німеччини. У своїй групі збірна Аргентини розгромила збірну Сербії з рахунком 6:0, а в 1/8 фіналу перемогла збірну Мексики з рахунком 2:1. У чвертьфіналі аргентинці програли господарям чемпіонату, німцям, по пенальті. Після цього Пекерман був відправлений у відставку.
30 травня 2007 року Пекерман очолив мексиканську «Толуку», з якою виграв апертуру 2008 року. У 2009 році недовго очолював інший мексиканський клуб «УАНЛ Тигрес».
У січні 2012 року очолив тренерський штаб збірної Колумбії, яку відразу вивів на чемпіонат світу 2014 року (вперше за 16 років), за що визнавався найкращим тренером Південної Америки 2012 та 2013 років. У 2018 році Хосе Пекерман пішов з посади головного тренера збірної Колумбії.
У 2021 році Хосе Пекерман очолив збірну Венесуели.

## Титули і досягнення

### Як гравця
- Чемпіон Колумбії (1):

«Атлетіко Насьйональ»: 1976

### Як тренера
- Молодіжний чемпіон світу (3):

 Аргентина U-20: 1995, 1997, 2001
- Молодіжний чемпіон Південної Америки (2):

 Аргентина U-20: 1997, 1999
- Чемпіон Мексики (1):

«Толука»: Апертура 2008
- Бронзовий призер Кубка Америки: 2016
- Футбольний тренер року в Південній Америці: 2012, 2013